# Jáchym z Hradce
Jáchym z Hradce (německy Joachim von Neuhaus, 14. červenec 1526 – 12. prosinec 1565) byl český šlechtic z rodů pánů z Hradce. Působil jako nejvyšší kancléř Českého království, rytíř Zlatého rouna a tajný rada císaře Maxmiliána II.

## Život

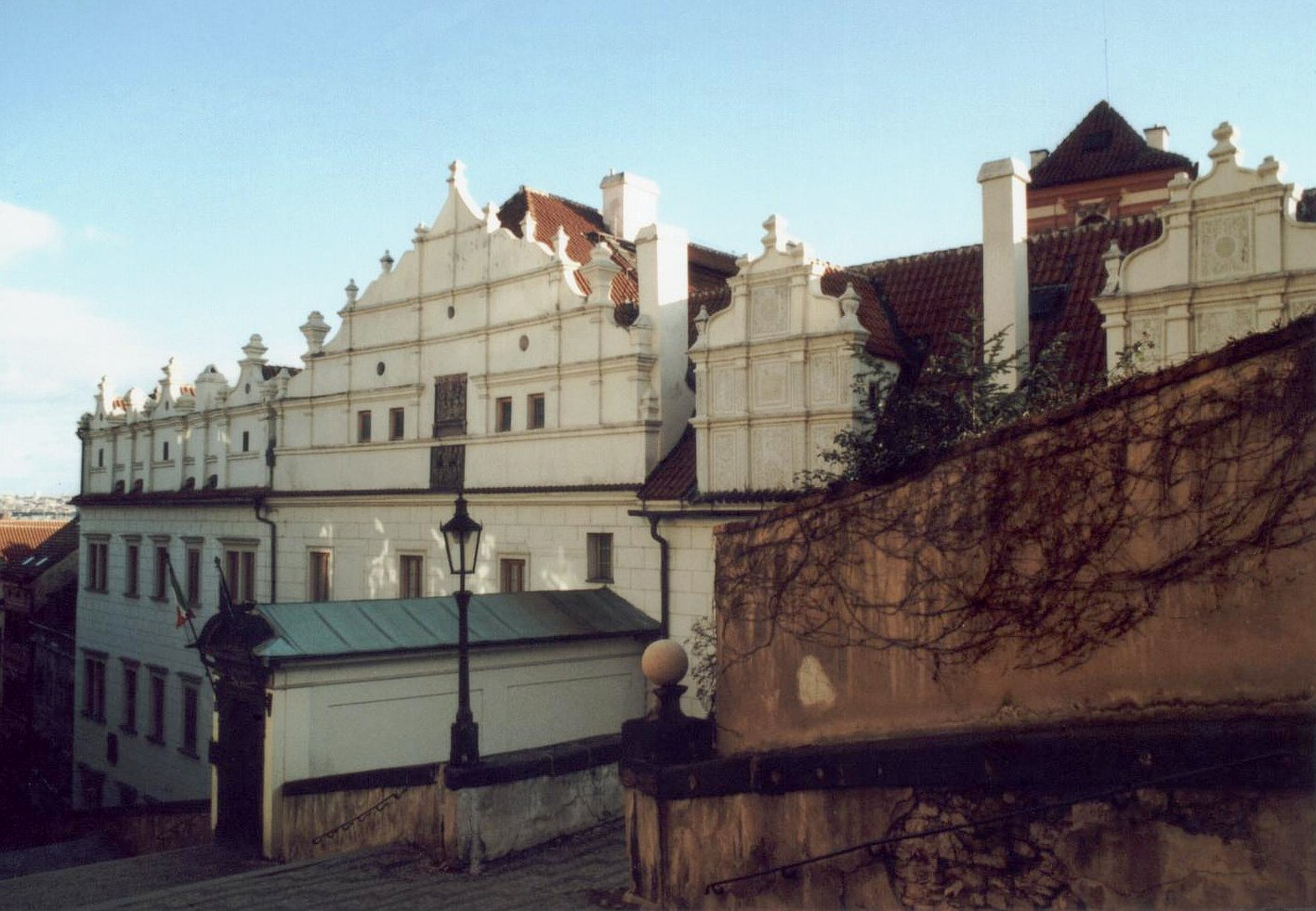
Pražský palác Jáchyma z Hradce na Zámeckých schodech pod Pražským hradem

Jeho otcem byl Adam I. z Hradce (1494–1531), bratrem Zachariáš z Hradce (1526/7–1589) a následníkem syn Adam II. z Hradce (1549–1596).
Jako malý hoch byl pážetem královny Anny. Později byl společníkem arcivévody Maximiliána (pozdějšího císaře Maxmiliána II. Habsburského) a arcivévody Ferdinanda (pozdějšího místodržícího v Čechách). S nimi získal vzdělání a poznání cizích zemí. Cestoval s nimi po Itálii, Francii, Nizozemí. Dostalo se mu s nimi jak vzdělání, tak možnost poznat cizí země. Hovořil plynně cizími jazyky. Vojenské zkušenosti získal v Uhrách.
Vladaření se ujal ve svých dvaceti letech. Brzy na to byl jmenován hejtmanem Bechyňského kraje. Zanedlouho Ferdinandovi pomohl ve šmalkaldské válce (1546–1547) a při prvním protihabsburském povstání v roce 1547. Osobně se zúčastnil bitvy u Mühlberka 24. dubna 1547.
V roce 1551 se stal purkrabím karlštejnským a o tři léta později nejvyšším kancléřem Českého království. Stejný úřad zastával v letech 1523–1531 jeho otec.
Dvanáctého prosince roku 1565 Jáchym z Hradce utonul, když opouštěl Vídeň a pod jeho kočárem se propadl dřevěný most.
O této události vypráví ve svých Pamětech Vilém Slavata z Chlumu a Košumberka:
| „ | Léta Páně 1565, 12. prosince vyjel pan Jáchym z Hradce, nejvyšší kancléř Království českého, rytíř Zlatého rouna a tajný rada císaře Maxmiliána II. z Vídně do Prahy. Snad chtěl jet přes Jindřichův Hradec, kde na něho pokaždé čekala jeho paní Anna, která v době Jáchymovy nepřítomnosti hospodařila na rozsáhlých panstvích. Před panem Jáchymem jelo šest jezdců. Když vjeli na dřevěný Vlčí most za Vídní (jak příhodný název pro most! ), tento se prolomil a všichni i s Jáchymem z Hradce utonuli, kromě jednoho pážete z rodu Vrchotických a kočího vozu. Jestlipak pan Jáchym vzpomněl v posledních chvílích života na heslo, které s oblibou užíval: „respice finem“, což z latiny přeloženo znamená „pamatuj na konec“? | “ |

## Majetek

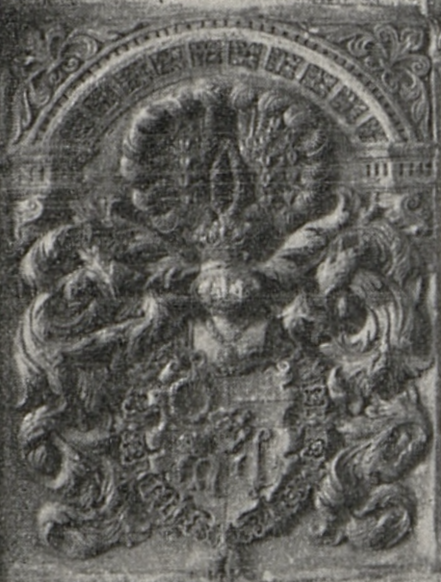
Erb Jáchyma z Hradce ve špitále sv. Jan Křtitele v Jindřichově Hradci (1564)

V roce 1546 dosáhl plnoletosti a od svého poručníka Volfa staršího Krajíře z Krajku převzal majetek. V letech 1546–1550 spravoval celé jindřichohradecké dominium sám. V září 1550 byla podepsána rodová smlouva, podle níž si rozdělil majetek s mladším bratrem Zachariášem. Podle této úmluvy Jáchym vlastnil velkostatek Jindřichův Hradec, ke kterému přináležela 2 města a 65 vesnic.
V roce 1553 koupil panství Vimperk, které bylo zabaveno Petru Malovcovi z Chýnova za účast při protihabsburském povstání. Už od konce ledna 1552 ho měl v zástavě. Vimperské panství, ke kterému patřilo město Vimperk a lesy v okolí Boubína, bylo však dosti vzdálené, proto ho v roce 1554 prodal Vilémovi z Rožmberka. V roce 1562 koupil od královské komory hlubocké panství, ke kterému patřilo 5 šlechtických sídel (mj. tvrze v Dívčicích, Zvíkovci a Protivíně), 5 městeček (mj. Podhradí, Lišov, Purkarec a Kamýk nad Vltavou) a 79 vesnic. Dřívějšími zadluženými majiteli Hluboké byli Ungnadové ze Suneku. V roce 1563 po smrti matky Anny Hradecké z Rožmitálu byl k jindřichohradeckému panství připojen její doživotní vdovský úděl – městečko Kardašova Řečice s okolními vesnicemi. V roce 1564 koupil za 15 tisíc kop grošů panství Žirovnice, tvrz Štítné a 5 vsí. V roce své smrti byl po Vilémovi z Rožmberka druhým nejbohatším šlechticem v Čechách. Vlastnil také Počátky.
Zasloužil se též o přeměnu Jindřichohradeckého hradu na renesanční zámek. Na svém panství podporoval rozvoj řemesel, obchodu, pivovarnictví a rybníkářství. Doba jeho vladaření byla také dobou rozkvětu města Jindřichův Hradec. V roce 1564 odškodnil minority, aby uvolnili místo nově zřizovanému špitálu.
Rozhodl o vybudování vlastního renesančního paláce v Praze pod Novými zámeckými schody.

## Rodina
Jáchym z Hradce se oženil 2. března 1546 s Annou "Alžbětou" z Rožmberka (26. 1. 1530 – 16. 12. 1580), dcerou 9. vladaře rožmberského domu Jošta III. z Rožmberka (1488–1539) a jeho první manželky Bohunky (Vendelíny) ze Starhembergu († 1530). Anninými nevlastními sourozenci byli poslední Rožmberkové Vilém (1535–1592) a Petr Vok (1539–1611).

### Potomci
- 1. Adam II. z Hradce (1549 – 24. listopadu 1596), nejvyšší kancléř a následně nejvyšší purkrabí Českého království
  - ∞ 1574 Kateřina z Montfortu (12. srpna 1556 – 31. března 1631)
- 2. Jindřich Adam (*/† 1551)
- 3. Anna "Anežka" (*/† 1553)
- 4. Alžběta "Eliška" (*/† 1555)
- 5. Anna Anežka (*/† 1557)
- 6. Anna Alžběta (14. července 1557 – 21. září 1596)
  - ∞ 1. Jindřich z Valdštejna
  - ∞ 2. Oldřich Felix Popel z Lobkowicz (1557–1604)[1]